# بايرون (جورجيا)
بايرون (بالإنجليزية: Byron, Georgia)‏ هي مدينة تقع في مقاطعة بيتش، جورجيا, مقاطعة هيوستون، جورجيا بولاية جورجيا في الولايات المتحدة. تبلغ مساحة هذه المدينة 15.1 (كم²)، وترتفع عن سطح البحر 155 م، بلغ عدد سكانها 2887 نسمة في عام 2010 حسب إحصاء مكتب تعداد الولايات المتحدة.

## وصلات خارجية
- Cities & Counties - Georgia.gov